# Смаил Караило
Смаил Смајо Караило (Цетиње, 15. децембар 1940) српски је сликар и педагог из Црне Горе.

## Биографија
Смаил Караило је дипломирао на Уметничкој школи у Сарајеву и на Ликовној академији у Београду, у класи професорке Љубице Цуце Сокић. Радио је као професор на Наставничком факултету у Никшићу и на Факултету ликовних уметности Универзитета Црне Горе на Цетињу.

## Уметничко дело
Караилово сликарство се одликује разуђеном палетом деликатно изнијансираних тоново, лирском маштовитошћу и поетичном атмосфером (Владичина башта, 1967; Зелена слика, 1976).
Караило је сликар неоромантичарске оријентације. Препознат је по својој уметничкој доследности, аналитичком приступу у дефинисању сваког детаља у слици и хармоничним односима црвене, жуте, зелене и сиве, којима ствара јединствене целине у којима једна боја доминира. Поштујући основне принципе класичног сликарства – композиционе принципе, еуклидску перспективу, магију светлосних сензација, моделовање форме, опредељује се за неодивизионалистичку технику сликања – валеријанско тонирање чистих боја. Наведеним карактеристикама формалног слоја слике, постиже оптичке илузије, које његовом сликарству дају сањиву, бајковиту димензију магичног реализма и метафизичког сликарства. Светлост, као важан, ако не и примарни пластични елемент, флуидно се шири кроз простор, обавија и омекшава облике, стварајући јединствен визуелно-уметнички корпус. Мотивски се определио за фигуралне композиције – надреалне визије („Поморанџаста башта“, „Плажа у мојој башти“, „Владичина башта“, 1970), пејзаже саткане од светлости и боје („Пејзаж“, 1983; „Гола“, 1996; „Дукља“) и мртве природе („Полица“, 1980–1990). Слике Смаила Караила прожете су носталгичном нотом, која оживљава његово сенковито сећање на детињство. У њима открива скривену лепоту природе и тајне света које се крију иза визуелне илузије. Прошлост као емотивна окосница и садашњост која се више интуитивно него опажа обликују његово дело, које, у ширем контексту, припада лирском, фантастичном сликарству.
Од 1965. године учествује на изложбама УЛУС-а, а од 1981. године УЛУЦГ-а. 

## Самосталне изложбе
- Галерија Графичког колектива, Београд (1967, 1972);
- Модерна галерија, Титоград (1971);
- Градска галерија, Улцињ (1971);
- Плави замак, Цетиње (1971);
- Галерија „Ал“, Подгорица (1998).

## Групне изложбе (избор):
- Цетињски ликовни салон (1965, 1975, 1978, 1979, 1980, 1991);
- IV Београдски тријенале југословенске ликовне уметности, Београд (1970);
- „Савремена црногорска уметност“, Рим, Бари; Хаселт, Шарлроа, Турне (Белгија); Париз; Загреб (1972–1973);
- СЛУЈ, Сарајево (1975); Скопље (1981);
- „Уметност на тлу Црне Горе од праисторије до данас“, Москва (1981);
- „160 дела из Уметничког музеја Црне Горе“, Београд (1986/87);
- „Савремени цетињски сликари“, Кострома (Русија, 1995).

## Награде
- Омладинска награда Цетињског ликовног салона „13. новембар“, Цетиње (1965);
- Велика награда Академије ликовних уметности из фонда Риста и Бете Вукановић, Београд (1967);
- Награда Октобарског салона, Београд (1974);
- Награда Цетињског ликовног салона „13. новембар“, Цетиње (1980);
- Тринаестојулска награда (1986);
- Одлуком Владе Црне Горе, додељен му је статус Истакнутог културног ствараоца (2012).